# Schloss Burrweiler

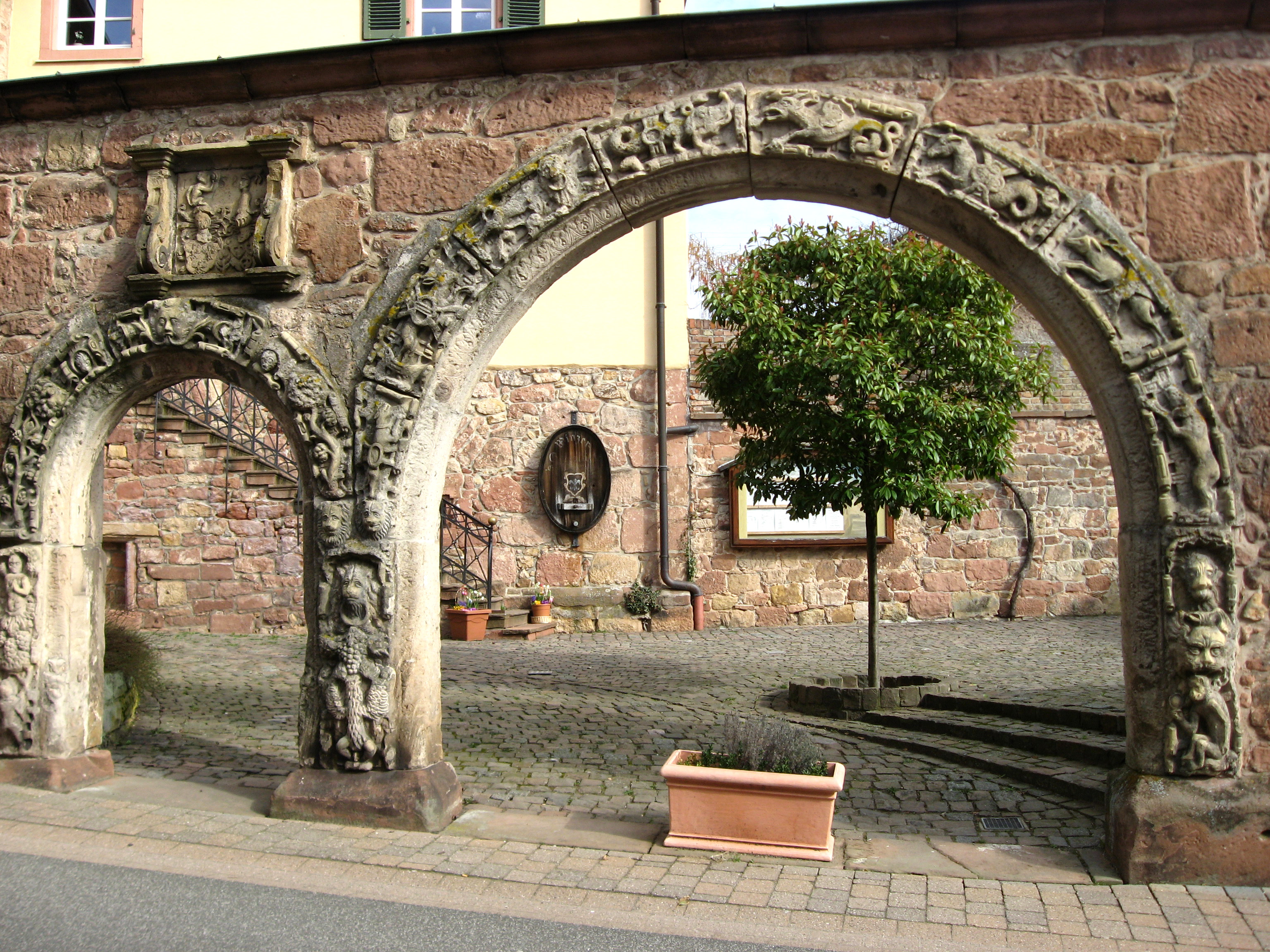
Erhaltener Renaissance-Torbogen

Das Schloss Burrweiler war ein Bauwerk innerhalb der Ortsgemeinde Burrweiler, das in Teilen mittlerweile abgegangen ist. Seine Überreste stehen unter Denkmalschutz.

## Lage
Das Gebäude befindet sich innerhalb der örtlichen Weinstraße, die mit der  Landesstraße 507 identisch ist, und trägt die Hausnummer 18.

## Geschichte
Die Herren von Dahn, deren Machtzentrum im Mittelalter die gleichnamige Stadt war, besaßen vor Ort die Burg Geisberg samt der umliegenden Ortschaften einschließlich Burrweiler. Nachdem die Dahner Burgen ab dem 15. Jahrhundert zunehmend unbewohnbar geworden waren und die Burg Geisberg im Bauernkrieg zerstört worden war, errichteten sie schließlich einige Jahre später das Schloss Burrweiler. Jedoch starb das Geschlecht Anfang des 17. Jahrhunderts aus, wodurch das Bauwerk in der Folgezeit wechselnde Besitzer hatte; ab Mitte des 17. Jahrhunderts gehörte es den Herren von der Leyen. Später kam die Schlossanlage in Teilen abhanden. Seit 1953 sind die verbliebenen Teile Eigentum der Winzergenossenschaft Burrweiler.

## Beschreibung
Erhalten ist das Amtshaus als mehrteilige Anlage, im einem Kern barockem Walmdachbau über Hochkeller und mit der Jahreszahl 1754 bezeichnet ist, Hinzu kommt ein Torbogen aus der Zeit der Renaissance samt Nebenpforte, der mit 1587 bezeichnet ist; ein weiterer solcher ist mit 1577 bezeichnet.